# Заварний тарт
Заварни́й тарт (англ. custard tart) — десерт, тістечко у вигляді горщика з пісочного тіста (тарт) із заварним кремом. Походять з Великої Британії, а також поширені в Австралії та Новій Зеландії.

## Історія
Поширення заварного крему настільки тісно пов'язане із заварними тартами і заварними пирогами, що саме слово кустард, яке в англійській мові позначає заварний крем, походить від старофранцузького терміна croustade, що позначав будь-який пиріг. Інші назви для деяких різновидів заварних тартів у Середньовіччя — doucettes і darioles. 1399 року на бенкеті на честь коронації англійського короля Генріха IV були присутні doucettys.
Середньовічні рецепти зазвичай містили в собі пісочне чи листкове тісто, наповнене вершками, молоком або яєчною сумішшю, також підсолоджувачі (цукор або мед), а інколи спеції. Починаючи з XIV століття рецепти нагадують сучасні заварні тарти. Під час Великого посту тарти могли також бути приготовані з мигдалевого молока, хоча це було досить витратно та було популярно лише серед заможних. Часто додавали пікантні закуски, наприклад рублений свинячий або яловичий кістковий мозок (поєднання солодких і пікантних компонентів було прийнятним у середьновічній Англії), але на відміну від сучасного кіша, заварна начинка сама собою незмінно лишалася солодкою.

## Рецепт
Сьогодні заварні тарти зазвичай готують з пісочного тіста, яєць, цукру, молока чи вершків, ванілі, посипають мускатником і печуть. Їх готують у вигляді тарталеток, приблизно 8 см у діаметрі, або у вигляді більших тартів, що їх часто розрізають навпіл. На відміну від яєчних тартів і паштейш-де-ната, заварні тарти подаються за кімнатної температури.
У Британії заварний тарт вважається традиційною британською стравою. Тарти, приготовані Маркусом Вейрингом, були обрані найкращим десертом до святкового бенкету на честь 80-тиріччя королеви Єлизавети II на телепрограмі Great British Menu канала BBC.
Заварні тарти протягом тривалого часу були найулюбленішою випічкою в Сполученому Королівстві та в Британській Співдружності. Вони продаються в багатьох супермаркетах і кондитерських по всій території Великої Британії. Тарти часто називали egg custard tarts або просто egg custards, аби відрізнити заварний крем на яєчній основі від заварного порошку, який використовує крохмаль.
Різновидом класичного рецепта є манчестерський тарт, в якому перед додаванням заварного крему на тісті розмазується шар джему. Деякі інші різновиди містять свіжі фрукти, наприклад ревінь, приготований як начинка. Різновиди з начинкою з ретельно приготованих фруктів передають вплив французької випічки.

## Галерея

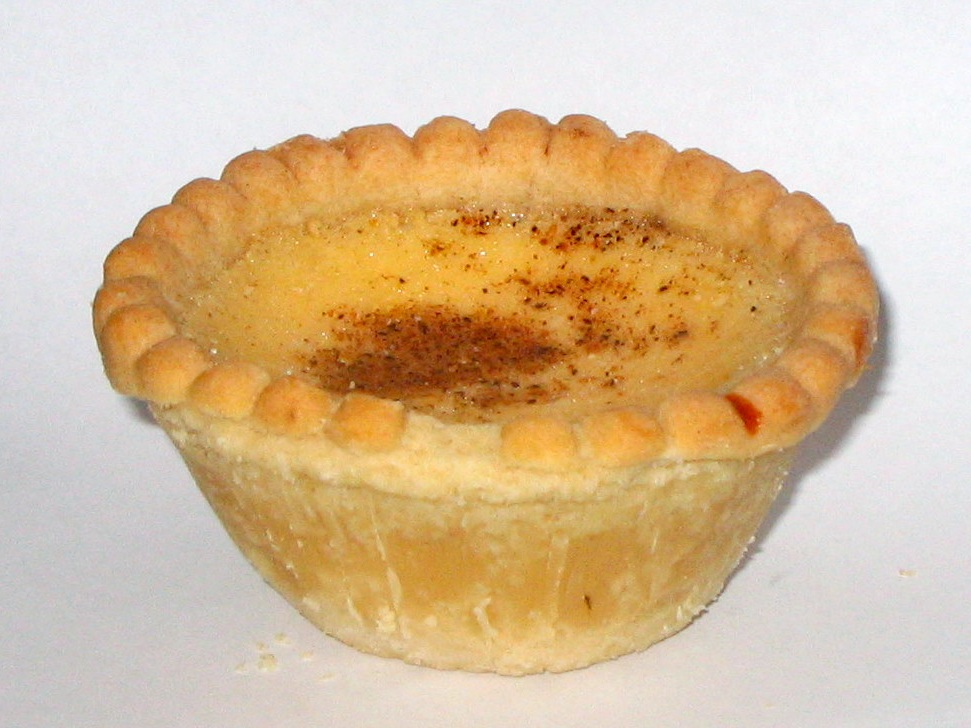
Звичайний заварний тарт
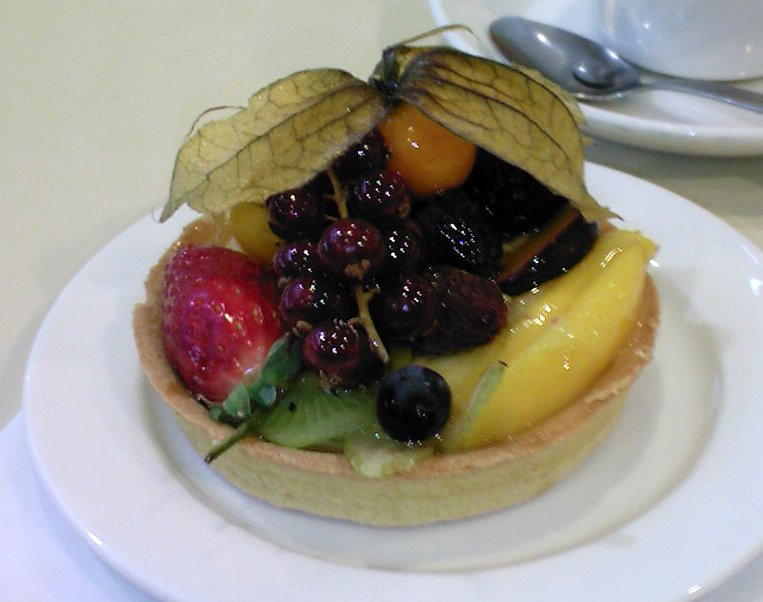
Фруктовий тарт із заварною начинкою
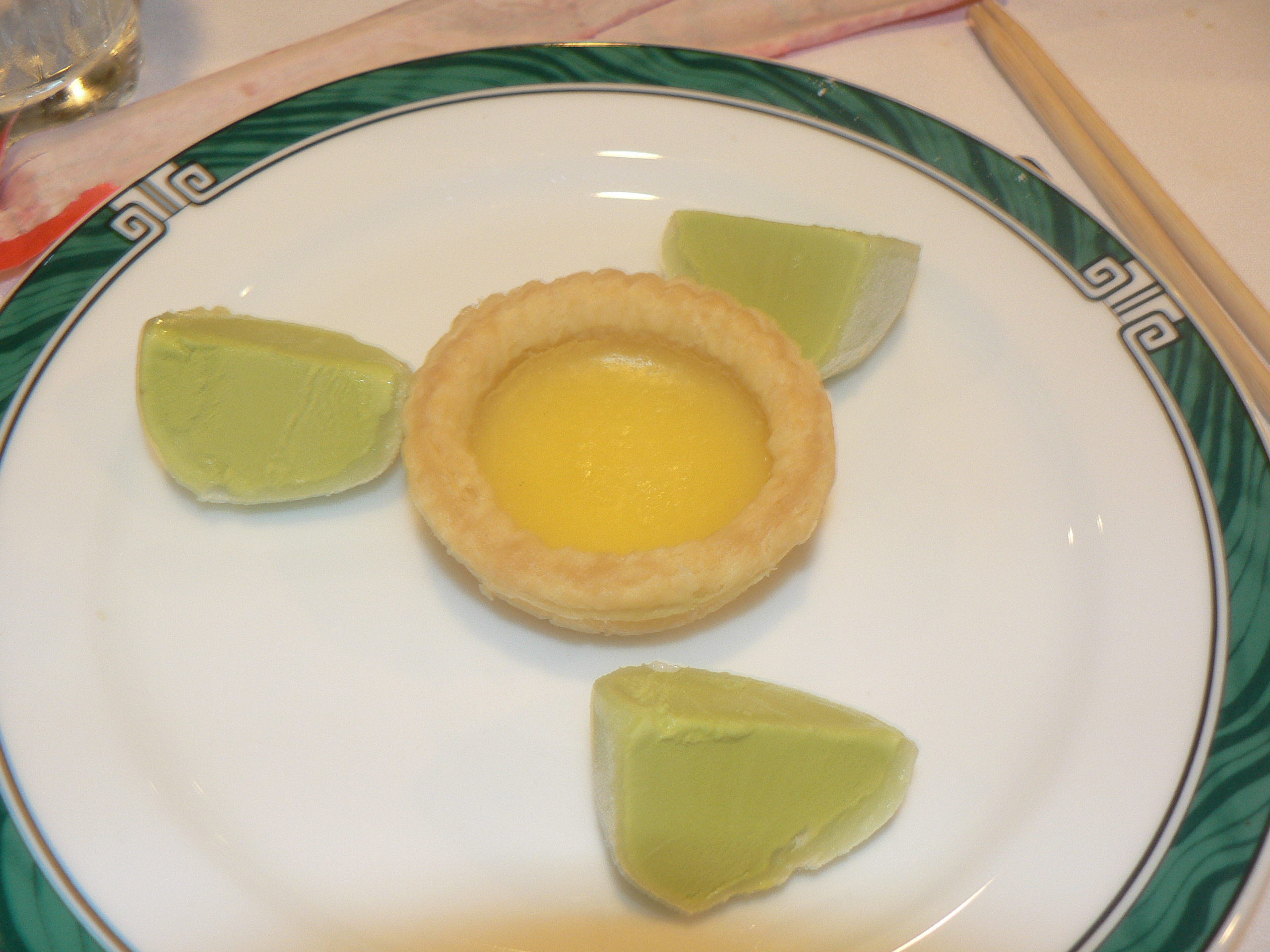
Заварний тарт, поданий з морозивом моджі
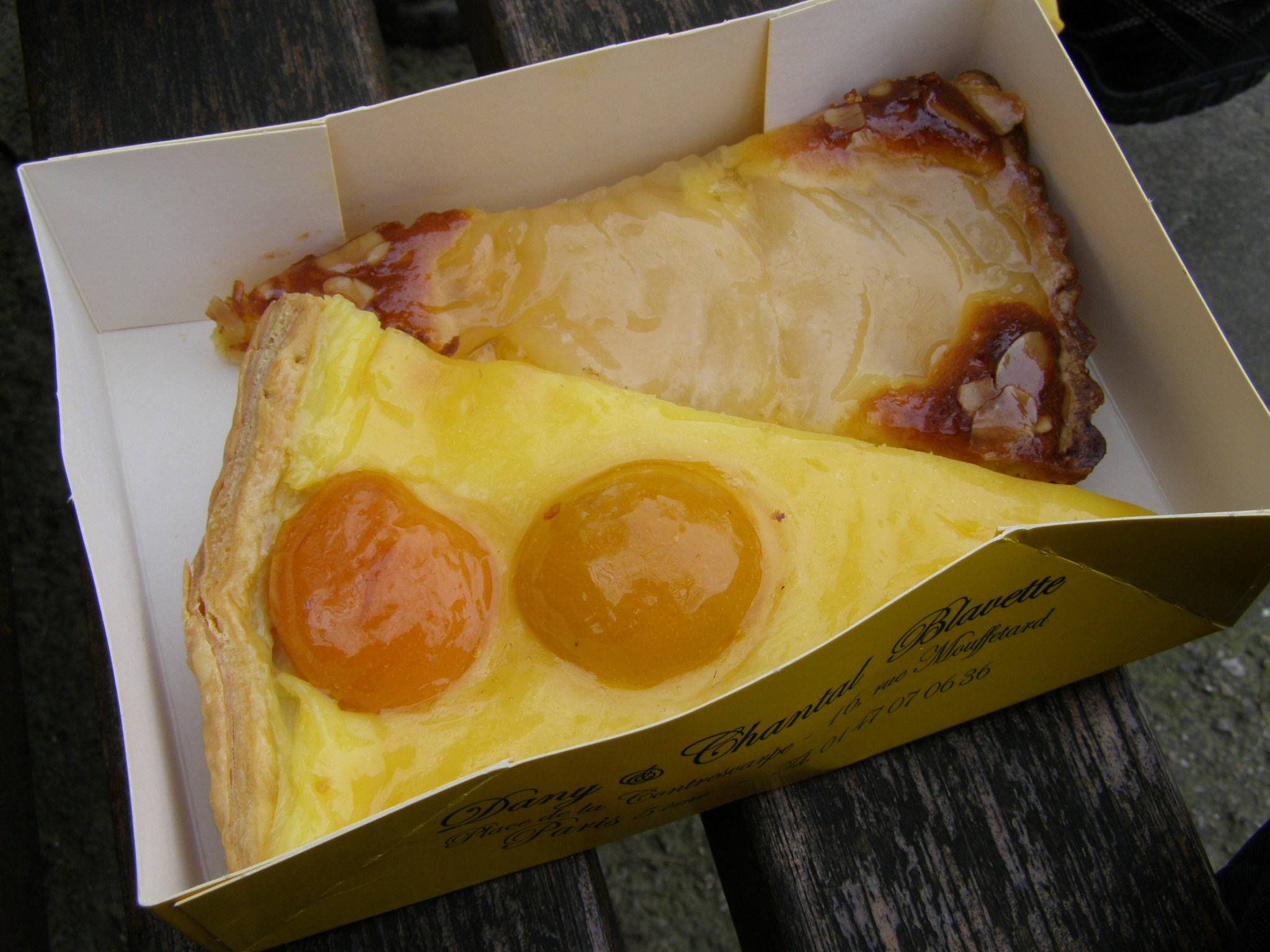
Шматки заварного тарту в картонній коробці
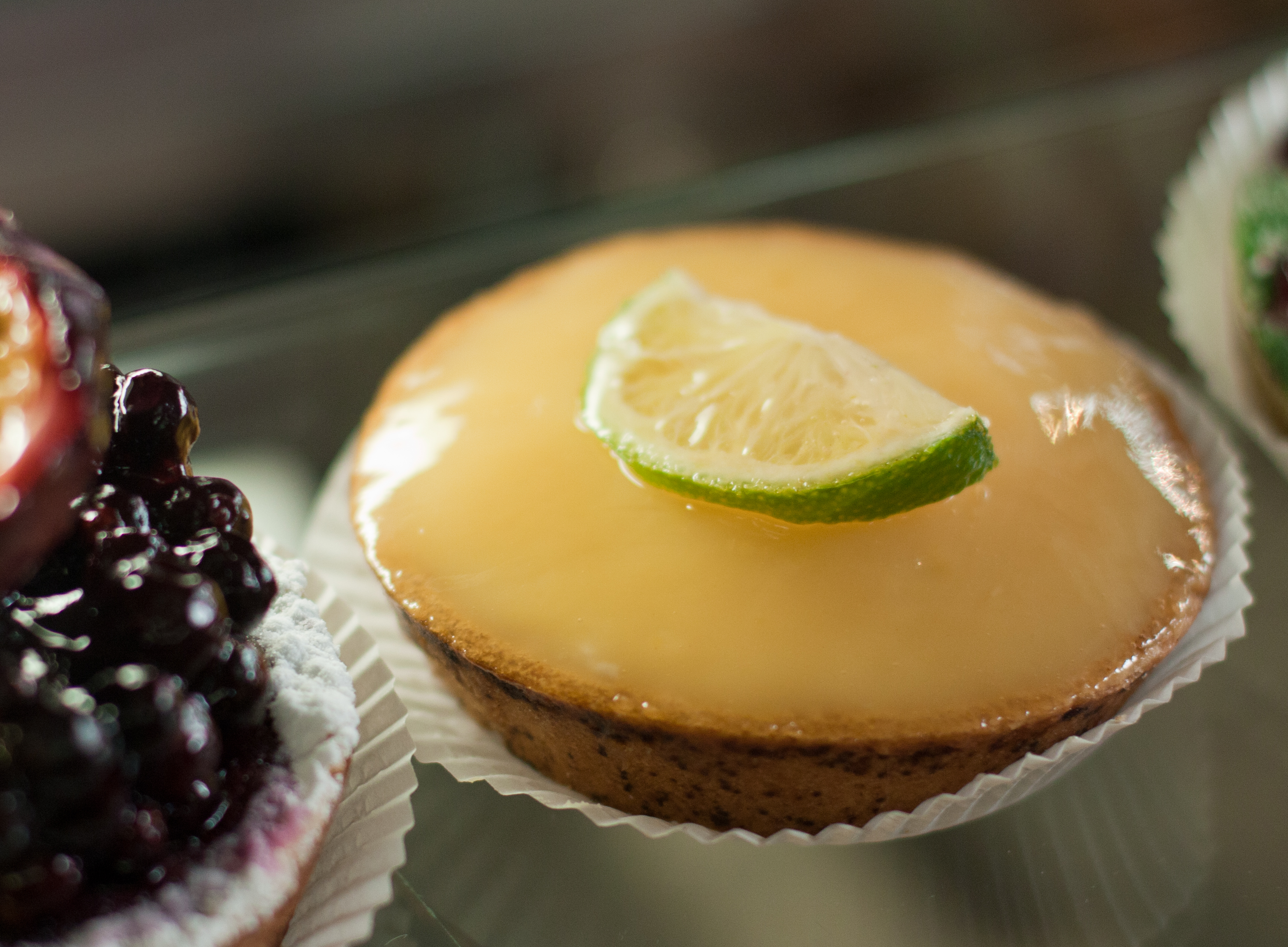
Заварний тарт із часточкою лайма